# Jean-François Jannekeyn
Jean-François Jannekeyn, né à Cambrai le 16 novembre 1892 et mort dans le 5e arrondissement de Paris  le 17 novembre 1971, fut un général et ministre français.

## Biographie

### Première Guerre mondiale
Engagé pour quatre ans le 7 octobre 1911 dans le VII arrondissement de Paris, il est inscrit sur la liste de recrutement de la classe de 1911 de la subdivision de la Seine, 2e bureau.
Affecté au 28e régiment de dragons le 7 octobre 1911, il est reçu à l'école spéciale militaire de Saint Cyr. Saint Cyrien de la 96e promotion (1911-13), promotion des Marie-Louise il en sort sous lieutenant en 1913, puis affecté au 6e régiment des dragons le 1-10-1914 où il obtient le grade de lieutenant le 24 décembre 1914. Il rejoint le 4e régiment des cuirassiers à pied le 4 juin 1916.
Il est détaché à l'école d'aviation du Crotoy le 4 mai 1917, puis sur l'école d'Arvord. Il est promu capitaine le 4 aout 1918. Il dirige la 132e escadrille lors de la bataille aérienne de Conflans (formation Jannekeyn) en septembre 1918 au cours de laquelle il va abattre quatre Fokker D.VII. Il rentre ainsi dans la liste des As aériens de la première guerre mondiale avec cinq victoires de créditées, à son actif. Il est nommé capitaine en 1918.

### Entre-deux-guerres
Durant l'été de 1924, il participe, aux jeux Olympiques d'été de 1924, comme compétiteur au sabre.

### Seconde Guerre mondiale
Général de division aérienne, et Ministre de l'Air du 19 avril 1942 au 4 avril 1943, il est placé sous mandat de dépôt le 3 mai 1947 et interné à Fresnes. Il est traduit devant la Haute Cour de Justice de Paris en vertu d’une décision du Ministre de l’Air Charles Tillon du 29 décembre 1944. Cette décision est transmise à la Haute Cour le 2 janvier 1945.
Son comportement et son activité sont examinés par la Haute Cour de Justice qui rend le 27 janvier 1949 un arrêt de non-lieu en ce qui concerne les chefs d’accusation d’atteinte à la sûreté intérieure et extérieure de l’État et d’indignité nationale. Cet arrêt met fin au volet judiciaire, mais demeure le volet disciplinaire sur le plan militaire (l’action publique et l’action disciplinaire sont indépendantes).
Le 10 mai 1949, l'Inspecteur technique de l’armée de l’air établit un rapport devant le Conseil supérieur de l’Air. Le non-lieu exclut le chef d’infraction aux règlements militaires et le chef de manquement aux règles d’honneur. L’éventualité d’un passage d’office en 2e section et même en retraite est envisagé car « en cas de mobilisation, les cadres supérieurs de l’armée de l’air appartenant à l’active et provenant des réserves comprendraient en majorité des hommes ayant combattu dans les FAFL, dans l’armée d’AFN, dans les FFI et devant lesquels il n’aurait pas l’autorité morale suffisante pour commander avec efficacité », il « n’a eu aucun contact avec les armées modernes de la fin de la guerre » [réf. nécessaire].
À la suite de la réunion du 20 mai 1949, le Conseil supérieur de l'armée de l'air qui « doit apprécier si la conduite et l’action du GDA Jannekeyn sont justiciables d’une sanction disciplinaire et susceptibles d’entraîner une inaptitude au commandement, à l’exercice de fonctions en temps de guerre et motiver, soit la mise à la retraite d’office, soit le classement d’office, par anticipation dans le 2e section réserve »[réf. nécessaire], conclut dans son PV daté du 29 juillet 1949 que « le GDA Jannekeyn admis d’office par anticipation dans la 2e section du cadre de l’État-major ne pourra en aucune façon, être rappelé à l’activité, même en temps de guerre »[réf. nécessaire].
Le GDA Jannekeyn est admis dans la 2e section (réserve) du cadre de l’EMGAA le 1er avril 1950 et mis à la retraite d’office par décret présidentiel du 4 mai 1950.
Il demande l’annulation du décret du 4 mai 1950 pour excès de pouvoir. Sa requête est rejetée par le Conseil d'État le 28 juillet 1952.
Jean-François Jannekeyn est inhumé au cimetière du Montparnasse, dans la chapelle de famille de son épouse Jeanne Pichon.

## Récompenses, grades distinctions et citations
- 28 novembre 1914 : Ordre du 1er Corps de Cavalerie.Citation.
- 24 décembre 1914 : Lieutenant
- 29 mai 1915 : Ordre de la 5e Brigade de Dragons.Citation.
- 14 juillet 1915 : Ordre de la 1re Division de Cavalerie.Citation.
- 29 novembre 1915 : Croix militaire Anglaise
- 4 aout 1918 : Capitaine
- 19 septembre 1918 : Ordre de l'Armée.Citation.
- 27 mars 1919 : Ordre de l'Armée, Croix de Chevalier de la Légion d'Honneur et de la Croix de Guerre avec Palme.
- 10 octobre 1918 : Ordre de l'Armée.Citation.
- Croix de guerre Belge avec Palme.1914-1918
- Military Cross :  titre militaire.1914-1918
- 1er janvier 1930 : Chef de Bataillon
- 1936 : Colonel
- 15 novembre 1938 : croix du combattant volontaire
- 1er mai 1939, nommé Général de Brigade Aérienne
- 1er mai 1940, devient Commandant des Forces Aériennes Orient-Méditerranée
- 14 juillet 1940, Commandant de l'Air au Levant
- 1941:Général de Division
- 23 février 1942:Commandant de l'Air à Alger
- Commandeur de la Légion d’honneur